# Ochelmitz
Ochelmitz is een plaats in de Duitse gemeente Jesewitz, deelstaat Saksen.